# Albin Potocki
Albin Potocki (ur. 1 stycznia 1906, zm. wiosną 1940 w Charkowie) – kapitan dyplomowany piechoty Wojska Polskiego, ofiara zbrodni katyńskiej.

## Życiorys
Był synem Juliana i Marii z domu Zembowska. Po ukończeniu Oficerskiej Szkoły Piechoty z 11. lokatą został mianowany przez Prezydenta RP podporucznikiem w korpusie oficerów piechoty ze starszeństwem z dniem 15 sierpnia 1925 z jednoczesnym wcieleniem do 76 pułku piechoty. Awansowany do stopnia porucznika ze starszeństwem z dniem 15 sierpnia 1928. 4 listopada 1929 został skierowany na roczny kurs wychowania fizycznego do Centralnego Instytutu Wychowania Fizycznego w Warszawie. W 1933 został przeniesiony z 76 pp do Szkoły Podchorążych dla Podoficerów. Awansował do stopnia kapitana z dniem 1 stycznia 1935 i 204 lokatą. Po ukończeniu kursu normalnego Wyższej Szkoły Wojennej w latach 1936–1938 (XVII promocja) otrzymał tytuł naukowy oficera dyplomowanego. W marcu 1939 był dowódcą 2 kompanii I batalionu 85 pułku piechoty. W kampanii wrześniowej pełnił funkcję kwatermistrza rezerwowej 35 Dywizji Piechoty, walczył w obronie Lwowa.   

Po agresji ZSRR na Polskę z 17 września 1939 i kapitulacji Lwowa został aresztowany przez Sowietów i przewieziony do obozu w Starobielsku. Wiosną 1940 został zamordowany przez funkcjonariuszy NKWD w Charkowie i pogrzebany potajemnie w masowej mogile w Piatichatkach, gdzie od 17 czerwca 2000 mieści się oficjalnie Cmentarz Ofiar Totalitaryzmu w Charkowie. Figuruje na liście straceń nr 4015.
5 października 2007 minister obrony narodowej Aleksander Szczygło – decyzją nr 439/MON – mianował go pośmiertnie na stopień majora. Awans został ogłoszony 9 listopada 2007 w Warszawie, w trakcie uroczystości „Katyń Pamiętamy – Uczcijmy Pamięć Bohaterów”.

## Odznaki
- Państwowa Odznaka Sportowa
- Odznaka Strzelecka
- Odznaka pamiątkowa 76 Lidzkiego pułku piechoty